# Facteur chute
Le facteur chute ou facteur de chute est le rapport entre la hauteur de chute libre et la longueur au repos de corde dynamique disponible pour arrêter la chute. Le facteur de chute ne mesure donc pas le choc subi (force de choc), mais il en est un des éléments contributifs avec la masse et la nature de la corde.

## En escalade
En escalade, lorsque le point de protection est fixe, le facteur de chute ne peut pas dépasser la valeur 2, valeur atteinte lorsque le grimpeur chute alors qu'il est en bout de corde tendue au-dessus du point de protection ; configuration que l'on retrouve pour le grimpeur de tête au départ du relais en escalade libre de plusieurs longueurs, ou tout grimpeur longé au point d'ancrage. Il s'agit donc des conditions auxquelles le matériel utilisé en escalade doit au moins résister. Un placement adéquat des points de protection cherche à faire correspondre ces situations à des passages de moindre difficulté.

## En spéléologie et en canyonisme
En spéléologie et en canyonisme, les pratiquants disposent de longes qui leur permettent d'évoluer de façon exceptionnelle jusqu'à un facteur de chute de 2 sur les cordes mises en place lors de la progression. Les études réalisées par le Groupe d'études techniques de l'École française de spéléologie montrant que « les longes entièrement manufacturées, proposées à l’heure actuelle sur le marché, qu’elles soient simples ou doubles, symétriques ou dissymétriques, ne conviennent pas aux pratiques de la spéléologie, de la descente de canyon et des travaux sur cordes. Les longes constituées à base de sangles cousues, employées par certains spéléologues, peuvent en particulier constituer un danger. »,, les licenciés à la F.F.S. préfèrent généralement utiliser des longes « tricotées » en corde dynamique plutôt que des produits manufacturés à partir de sangle.

## En via ferrata
En via ferrata, le grimpeur ne dispose pour amortir la chute que d'une longe de via ferrata relativement courte et qui n'est pas reliée par le connecteur (i.e. mousqueton) à un point fixe mais à un câble sur lequel, en cas de chute, le mousqueton va glisser librement jusqu'au point inférieur de fixation du câble à la paroi. La chute libre se prolongera de la longueur de la longe. Alors seulement la chute commencera-t-elle à être freinée. Ainsi le facteur chute peut dépasser la valeur 2. Par exemple, si le grimpeur dispose d'une longe de 1 mètre et fait une chute alors qu'il a dépassé de 5 mètres le précédent point de fixation du câble à la paroi, il va faire une chute libre de 6 mètres (5 mètres jusqu'au point de fixation plus 1 mètre de longe) et le facteur chute atteint donc la valeur 6 (6 mètres chute libre / 1 mètre de longe). L'utilisation d'un absorbeur d'énergie, dissipant l'énergie de la chute, est alors impérative.

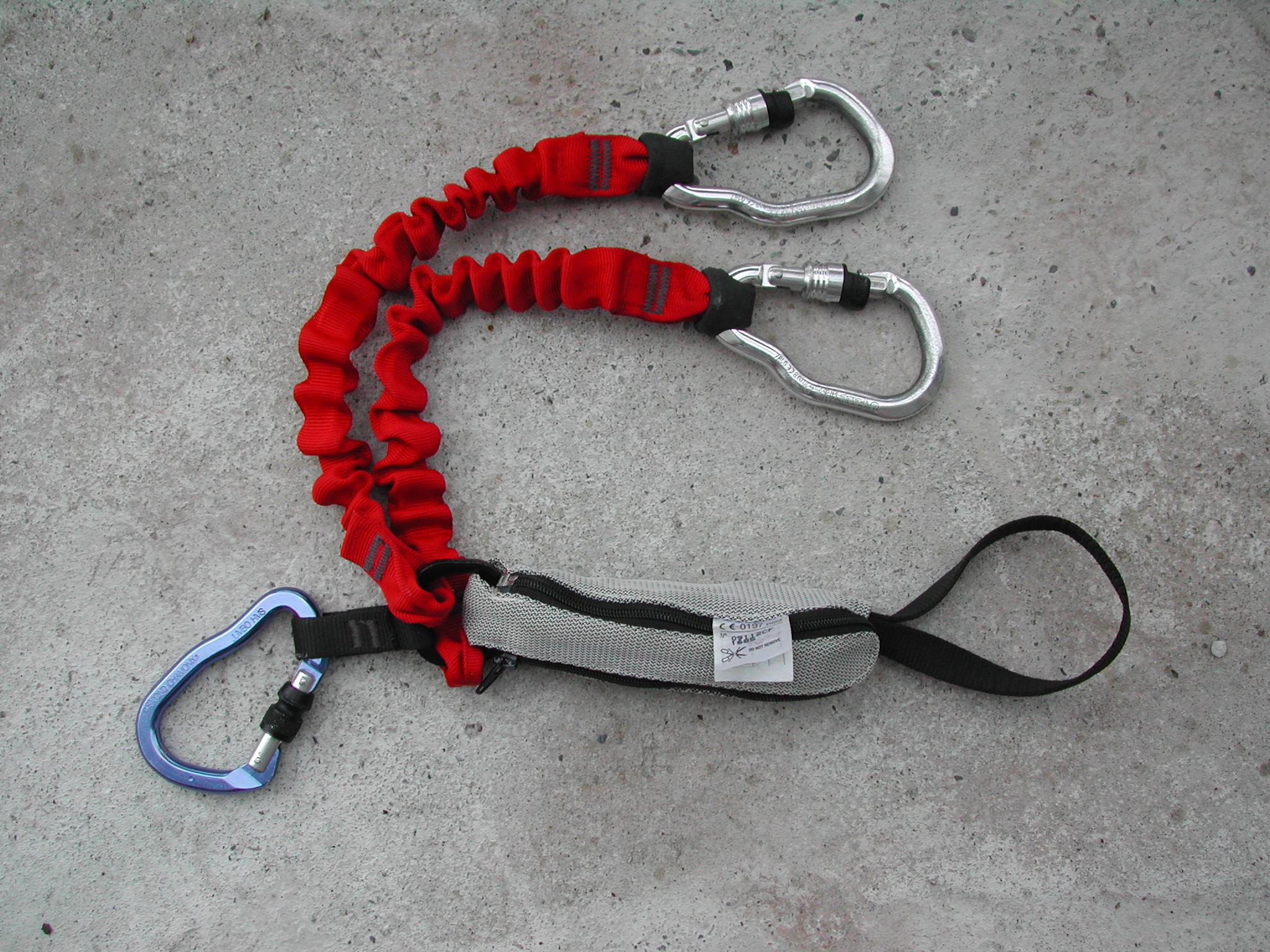
Longe de via ferrata; l'absorbeur est à l'intérieur du sac gris.
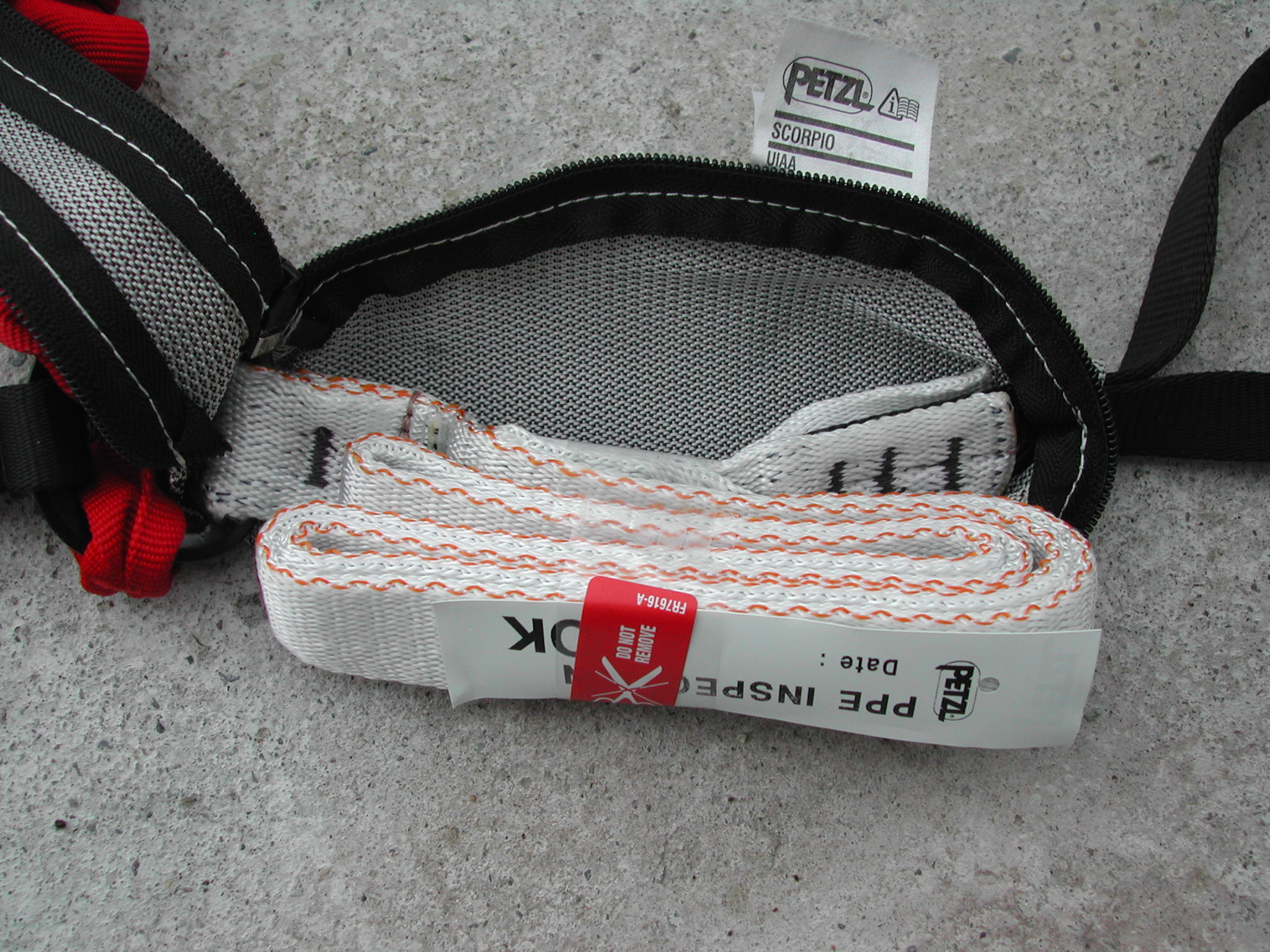
Vue en détail de l'absorbeur. Les coutures maintenant la sangle pliée se déchirent en cas de chute, permettant ainsi d'absorber le choc.
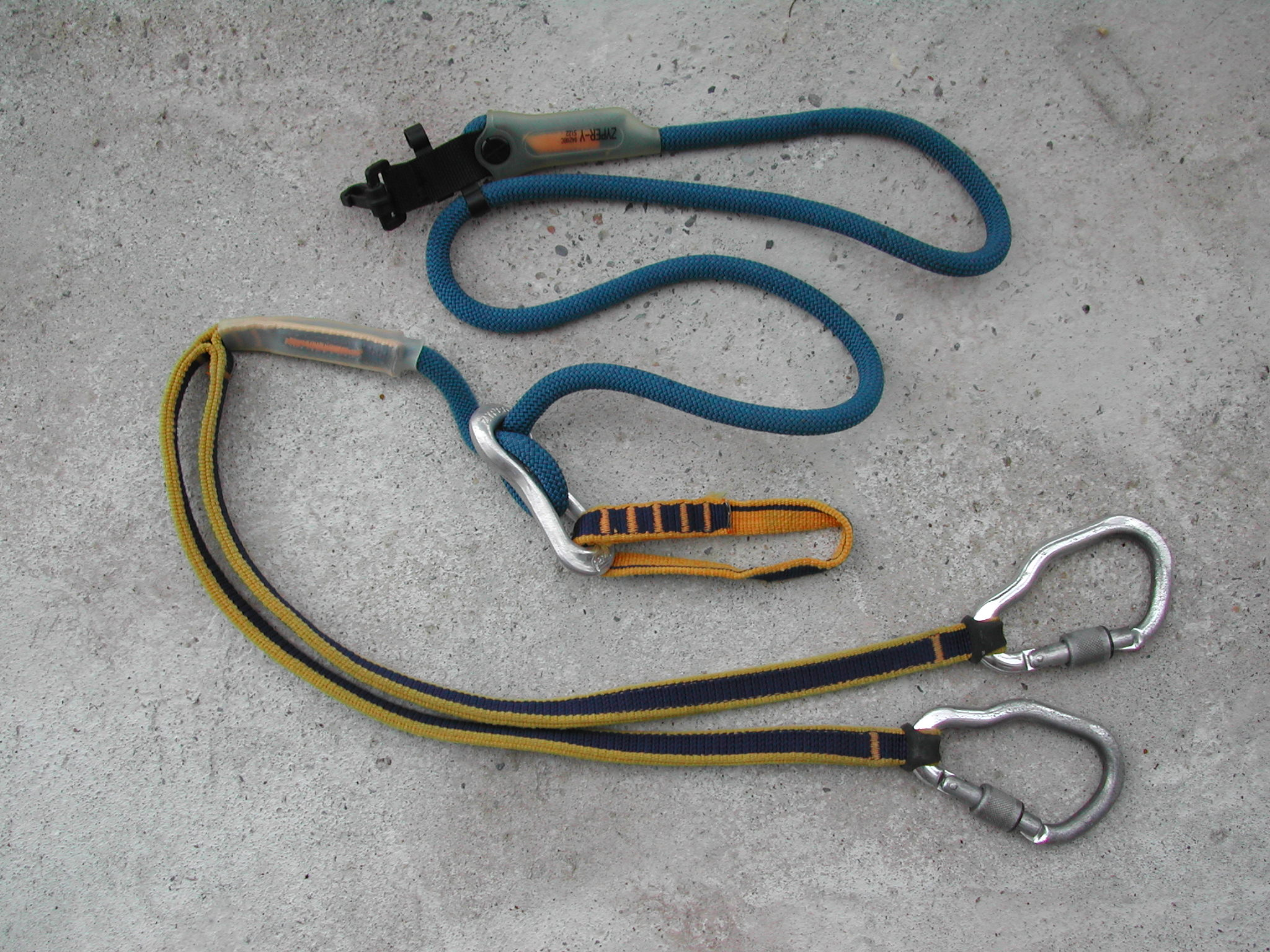
Système d'absorbeur par coulissement de la corde bleue.

## Facteur de chute théorique et facteur de chute réel

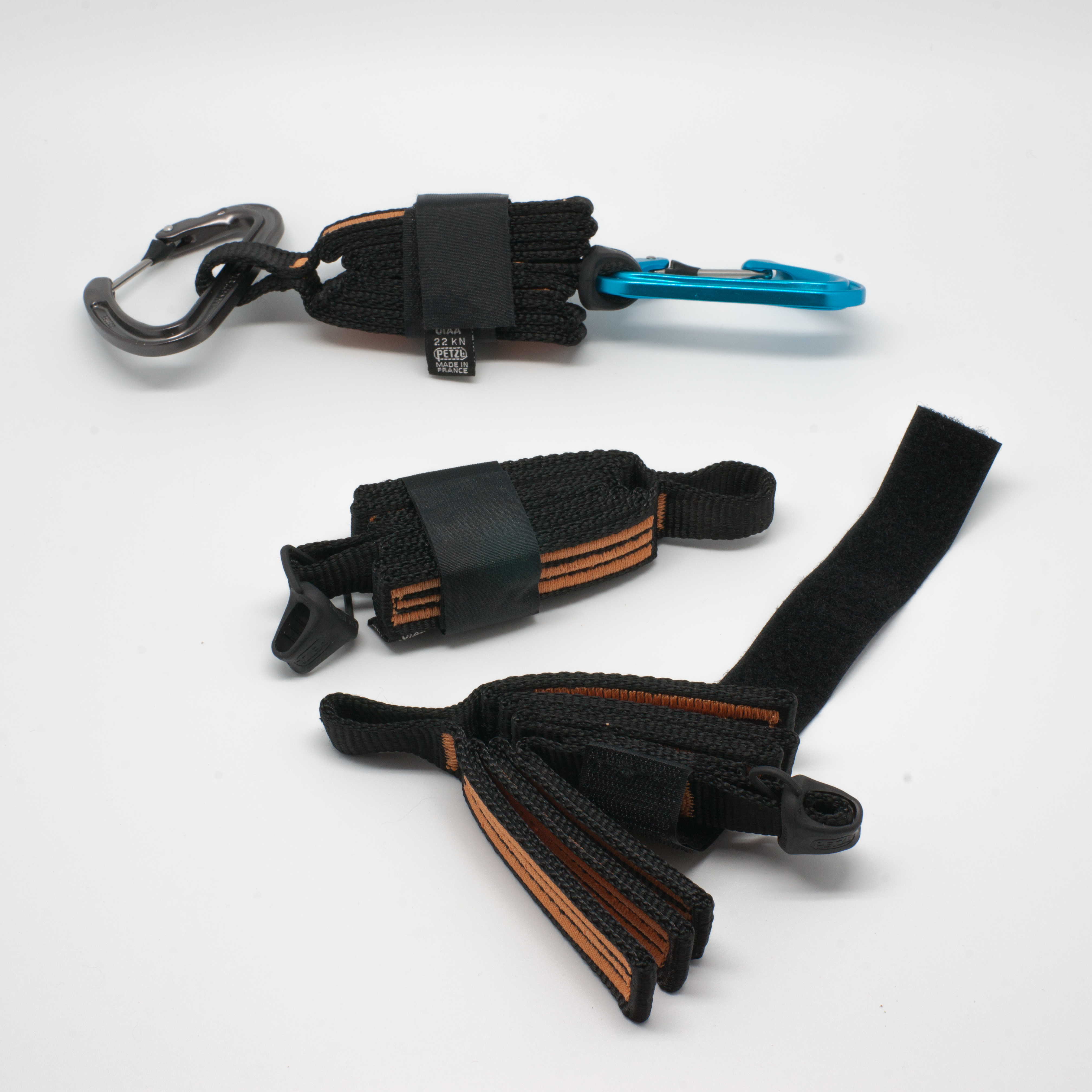
Dégaine-explose Nitro 3 Petzl

Le facteur de chute théorique est distinct du facteur de chute réel. En effet, lorsqu'il y a du tirage (si la corde est soumise à de forts frottements), la longueur de corde efficace pour retenir la chute diminue et le facteur de chute peut alors être bien plus important, et même se rapprocher de 2. Dans la pratique, et principalement en terrain d'aventure, une corde de rappel (possédant deux brins) est mousquetonnée un brin sur deux pour réduire le tirage et ainsi réduire le facteur chute réel. Il est également possible d'utiliser une dégaine-explose qui se déchire en partie à partir d'une certaine force et réduit ainsi la force appliqué sur le point.